# 2016年唐山世界園藝博覽會
2016年世界园艺博览会，简称唐山世园会，是由国际园艺生产者协会（AIPH / IAHP）认证授权，于2016年4月29日至10月16日在中华人民共和国河北省唐山市南湖景区举行的A2/B1级世界园艺博览会。这是中国大陆举办的第五次世界园艺博览会，也是首次利用采煤沉降地举办的一次世界园艺博览会。